# Davie504
Davide Biale (Savona, 5 de abril de 1994), más conocido por su alias Davie504, es un bajista, YouTuber y músico italiano. Es conocido por tocar el bajo, principalmente con una técnica de slap, y por crear diversas versiones y videos virales.

## Carrera
Biale comenzó a tocar el bajo en la escuela secundaria a partir de la influencia del bajista de Kiss, Gene Simmons. En 2011, creó un canal llamado Davie504 y comenzó a subir interpretaciones no convencionales de canciones en 2012. Ejemplos de estos videos lo incluyen usando M&M's para hacer versiones de canciones de Eminem, un popurrí de Korn tocado con mazorcas de maíz, y un popurrí de Red Hot Chili Peppers tocado con chiles reales. También realiza desafíos musicales, que a menudo le sugieren en los comentarios de sus videos, como tocar un solo de bajo ininterrumpido durante 5 horas, y tocar una línea de bajo que Deadmau5 afirmó que era "técnicamente imposible".
Biale también es conocido por subir videos relacionados con memes y covers. En particular, contribuyó a la competencia PewDiePie vs T-Series, donde interpretó una versión de bajo de "Bitch Lasagna" fuera de la sede de T-Series, así como una serie de videos donde reacciona a las publicaciones realizadas en su página de subreddit. También participó en una competencia con Jared Dines y Steve Terreberry para tocar la guitarra con más cuerdas.
En 2017, Chowny Bass lanzó el bajo signature Davie504. En mayo de 2019, Biale fue incluido en el puesto número dos en la lista de MusicRadar de "los 20 bajistas más populares del mundo en la actualidad". Recibió su botón dorado de Youtube más tarde ese año, que convirtió en un bajo personalizado junto con Amnesia Guitars.
En 2021, Biale apareció en la portada de Bass Player.

## Vida personal
Biale creció en Albisola Superiore. Asistió a una universidad en Génova antes de abandonarla para concentrarse en su carrera en YouTube. Más tarde estudió producción musical en una universidad de Londres. Se mudó a Brighton en 2017.
Biale tiene una novia taiwanesa, que también toca el bajo. Ha pasado tiempo viviendo en Taiwán.

## Discografía

### Álbumes de estudio
- Let's Funk! (2014)[24]
- Funkalicious (2015)[25]
- Very Impressive (2016)[26]

### Singles
- "Lighter" (2014)
- "Bass Bass Bass" (2020)
- "S L A P P" (2020)
- "Plastic Bass" (2021)